# 유해진
유해진(1970년 1월 4일 ~ )은 대한민국의 배우이다.

## 출연 작품

### 영화
- 1997년 영화 《블랙잭》 ... 덤프 1 역
- 1999년 영화 《간첩 리철진》 ... 어깨 2 역
- 1999년 영화 《주유소 습격 사건》 ... 양아치 1 / 용가리 역
- 2001년 영화 《무사》 ... 도충 역
- 2001년 영화 《신라의 달밤》 ... 넙치 역
- 2002년 영화 《공공의 적》 ... 용만 역
- 2002년 영화 《라이터를 켜라》 ... 침착남 역
- 2002년 영화 《해안선》 ... 철구 역
- 2002년 영화 《광복절 특사》 ... 짭새 역
- 2003년 영화 《나비》 ... 동식 역 (우정출연)
- 2003년 영화 《영어완전정복》 ... 지하철 승객 역 (우정출연)
- 2004년 영화 《빙우》 ... 박헌수 역
- 2004년 영화 《바람의 전설》 (우정출연)
- 2004년 영화 《달마야, 서울 가자》 ... 용대 역
- 2005년 영화 《이대로, 죽을 순 없다》 ... 한칼 역 (우정출연)
- 2005년 영화 《마파도》 ... 어부 역
- 2005년 영화 《공공의 적 2》 ... 용만 역
- 2005년 영화 《왕의 남자》 ... 육갑 역
- 2005년 영화 《혈의 누》 ... 독기 역
- 2005년 영화 《강력3반》 ... 개스통 역
- 2006년 영화 《그 해 여름》 ... 김 PD 역 (특별출연)
- 2006년 영화 《국경의 남쪽》 ... 선호의 매부 역
- 2006년 영화 《타짜》 ... 고광렬 역
- 2007년 영화 《이장과 군수》 ... 군수 노대규 역
- 2007년 영화 《권순분 여사 납치사건》 ... 문근영 역
- 2007년 영화 《아들》 ... 옆집 아저씨 역
- 2008년 영화 《트럭》 ... 트럭 운전사 정철민 역
- 2008년 영화 《강철중》 ... 용만 역
- 2009년 영화 《전우치》 ... 초랭이 역
- 2010년 영화 《작은 연못》 ... 피난민들 역
- 2010년 영화 《이끼》 ... 마을주면 김덕천 역
- 2010년 영화 《부당거래》 ... 장덕구 역
- 2010년 영화 《죽이고 싶은》 ... 박상업 역
- 2011년 영화 《적과의 동침》 ... 재춘 역
- 2011년 영화 《마마》 ... 마마보이 조폭 승철 역
- 2012년 영화 《미쓰GO》 ... 빨간구두 역
- 2012년 영화 《간첩》 ... 최 부장 역
- 2012년 영화 《가디언즈》 ... 버니 목소리 역
- 2013년 영화 《감기》 ... 배경업 역
- 2013년 영화 《인간중독》 ... 임 사장 역
- 2013년 영화 《해적: 바다로 간 산적》 ... 칠봉 역
- 2013년 영화 《타짜: 신의 손》 ... 고광렬 역
- 2015년 영화 《극비수사》 ... 김중산 / 김금태 역 (일어 성우진: 타무라 마코토)
- 2015년 영화 《소수의견》 ... 장대석 역
- 2015년 영화 《베테랑》 ... 최대웅 상무 역
- 2015년 영화 《그놈이다》 ... 민약국 역
- 2016년 영화 《럭키》 ... 최형욱 역
- 2017년 영화 《공조》 ... 강진태 역 (일본어 더빙: 오노 켄이치)
- 2017년 영화 《택시운전사》 ... 황태술 역
- 2017년 영화 《1987》 ... 한병용 역
- 2018년 영화 《레슬러》 ... 강귀보 역
- 2018년 영화 《완벽한 타인》 ... 태수 역
- 2019년 영화 《말모이》 ... 김판수 역
- 2019년 영화 《봉오동 전투》 ... 황해철(홍범도) 역
- 2020년 영화 《승리호》 ... 로봇 업동이 역
- 2021년 영화 《인질》 (우정출연)
- 2022년 영화 《공조 2: 인터내셔날》 ... 강진태 역
- 2022년 영화 《올빼미》 ... 인조 역
- 2023년 영화 《달짝지근해: 7510》 ... 치호 역
- 2024년 영화 《도그데이즈》 ... 민상 역
- 2024년 영화 《파묘》 ... 고영근 역
- 2024년 영화 《베테랑 2》 ... 최대웅 역
- 2025년 영화 《야당》 ... 구관희 역
- 2025년 영화 《소주전쟁》 ... 표종록 역
- 미정 영화 《왕과 사는 남자》

### 드라마
| 연도      | 방송사 | 제목 | 역할           | 비고   |
| --------- | ------ | ---- | -------------- | ------ |
| 2004~2005 | SBS    | 토지 | 김평산 /김두수 | 52부작 |

### 텔레비전 프로그램
| 연도 | 방송사 | 제목                                                   | 역할      | 비고                                    |
| ---- | ------ | ------------------------------------------------------ | --------- | --------------------------------------- |
| 2013 | SBS    | 행진 - 친구들의 이야기                                 | 고정 출연 | 2부작 (2013.02.15 ~ 2013.02.22)         |
| 2013 | MBC    | 휴먼다큐 사랑 - 붕어빵 가족                            | 내레이션  | 2013.06.04                              |
| 2013 | KBS2   | 해피선데이 - 1박 2일 시즌2                             | 고정 출연 | 2013.04.07~2013.11.24                   |
| 2013 | MBC    | 황금어장 무릎팍 도사                                   | 게스트    | 35회                                    |
| 2015 | tvN    | 삼시세끼 어촌편                                        | 고정 출연 | 9부작 (2015.01.23~2015.03.20)           |
| 2015 | JTBC   | 뉴스룸                                                 | 게스트    | 대중문화초대석 - 유해진 편 (2015.06.11) |
| 2015 | tvN    | 삼시세끼 어촌편 시즌2                                  | 고정 출연 | 10부작 (2015.10.09~2015.12.11)          |
| 2015 | MBC    | MBC 창사 54주년 창사특집 UHD 다큐멘터리 - 위대한 한 끼 | 내레이션  | 4부작 (2015.12.28~2016.01.18)           |
| 2016 | tvN    | 삼시세끼 고창편                                        | 고정 출연 | 12부작 (2016.07.01~2016.09.16)          |
| 2018 | KBS2   | 해피투게더 4                                           | 게스트    | 3회                                     |
| 2019 | tvN    | 스페인 하숙                                            | 고정 출연 | 2019년 3월 15일 ~ 2019년 5월 24일       |
| 2020 | MBC    | 휴머니멀                                               | 고정 출연 | 2020년 1월 6일 ~ 2020년 1월 30일        |
| 2020 | tvN    | 삼시세끼 어촌편 시즌5                                  | 고정 출연 | 2020년 5월 1일 ~ 2020년 7월 10일        |
| 2022 | TV조선 | 스타다큐 마이웨이                                      | VCR 출연  | 故 강수연 편 (2022년 5월 15일)          |
| 2022 | tvN    | 텐트 밖은 유럽                                         | 고정 출연 | 2022년 8월 3일 ~ 2022년 9월 28일        |
| 2023 | tvN    | 텐트 밖은 유럽 노르웨이 편                             | 고정 출연 | 2023년 5월 11일 ~ 2023년 7월 13일       |
| 2024 | tvN    | 삼시세끼 어촌편 라이트                                 | 고정 출연 | 2024년                                  |

### 웹예능
| 연도 | 방송사 | 제목              | 역할   | 비고 |
| ---- | ------ | ----------------- | ------ | ---- |
| 2023 | 유튜브 | 나영석의 나불나불 | 게스트 |      |
| 2024 | 유튜브 | 소통의 神         | 게스트 |      |
| 2025 | 유튜브 | 핑계고            | 게스트 |      |

### 라디오 프로그램
| 연도 | 방송사 | 제목                           | 역할 | 비고 |
| ---- | ------ | ------------------------------ | ---- | ---- |
| 2016 | EBS FM | EBS 책 읽는 라디오 낭독 시리즈 | 본인 |      |

### 뮤직비디오
| 연도 | 가수 | 곡(제목)      | 비고 |
| ---- | ---- | ------------- | ---- |
| 2001 | 왁스 | 화장을 고치고 |      |
| 2004 | KCM  | 흑백사진      |      |
| 2006 | 노을 | 전부 너였다   |      |

### 광고
| 연도      | 기업             | 브랜드                          | 품목                  | 공동출연                       |
| --------- | ---------------- | ------------------------------- | --------------------- | ------------------------------ |
| 2003      | 한국맥도날드     | 맥도날드                        | 패스트푸드 프랜차이즈 | 송혜교                         |
| 2006      | 현대해상         | 하이카                          | 자동차 보험           | 감우성                         |
| 2006      | 보해양조         | 보해복분자                      | 주류                  | 차승원                         |
| 2006      | KT               | 스카이라이프                    | 위성방송 서비스       | 백윤식                         |
| 2007      | KT               | 메가패스 FTTH                   | 인터넷 서비스         | 정우성                         |
| 2007      | 롯데하이마트     | 하이마트                        | 전자쇼핑몰            | 정준호, 현영                   |
| 2007      | 롯데제과         | 구구콘                          | 아이스크림            |                                |
| 2007      | 주연테크         | 주연테크 컴퓨터                 | PC                    | 오광록, 오달수                 |
| 2008      | LG 유플러스      | 오즈 오주상사 영업2팀 시리즈    | 이동통신              | 장미희, 이민기, 오달수, 이문식 |
| 2010      | KDB대우증권      | 대우증권                        | 증권사                |                                |
| 2014      | 농심             | 신라면                          | 식품                  | 송강호                         |
| 2015      | SK텔레콤         | SK텔레콤 band LTE               | 통신사                | 차승원, 손호준                 |
| 2015      | 카카오게임즈     | 프로야구 6:30 for Kakao         | 모바일게임            |                                |
| 2015      | 라푸마           | 프레시히트                      | 의류                  |                                |
| 2015~2016 | 삼성카드         | 삼성카드                        | 신용카드              | 이나영                         |
| 2016      | AJ렌터카         | AJ셀카                          | 중고차 매매기업       |                                |
| 2016~2017 | 해태htb          | 영진 구론산 바몬드, 홍삼 연탄   | 피로회복제            |                                |
| 2017      | 유한양행         | 유한젠                          | 세제                  |                                |
| 2017      | 서울우유협동조합 | 서울우유 나100%                 | 유제품                |                                |
| 2017      | 게임빌           | 별이 되어라! 새로운 모험의 시작 | 모바일 게임           |                                |
| 2017      | 동서식품         | 오레오                          | 샌드과자              |                                |
| 2017~2019 | 안국약품         | 토비콤골드                      |                       |                                |
| 2018      | 한컴             | 말랑말랑지니톡                  | 번역기                |                                |
| 2019      | (주)호텔스컴바인 | 호텔스컴바인                    | 모바일 숙박앱         |                                |
| 2020      | 노랑푸드         | 노랑통닭                        | 식품                  |                                |

## 기타 경력
| 연도   | 홍보대사명                                           | 비고 |
| ------ | ---------------------------------------------------- | ---- |
| 2010년 | 종로세무서 홍보대사                                  |      |
| 2010년 | 제9회 미쟝센 단편영화제 코미디장르 부문 명예심사위원 |      |
| 2015년 | 전남 친환경디자인박람회 명예홍보대사                 |      |
| 2016년 | 제1회 대한민국연극제 홍보대사                        |      |
| 2017년 | 국세청 홍보대사                                      |      |
| 2019년 | 광주디자인비엔날레 홍보대사                          |      |
| 2019년 | 국립한글박물관 홍보대사                              |      |

## 수상 및 후보
| 연도 | 시상식                        | 부문                             | 작품                 | 결과 |
| ---- | ----------------------------- | -------------------------------- | -------------------- | ---- |
| 2006 | 제43회 대종상                 | 남우조연상                       | 왕의 남자            | 수상 |
| 2006 | 제27회 청룡영화상             | 남우조연상                       | 왕의 남자            | 후보 |
| 2006 | 제14회 이천춘사대상영화제     | 남우조연상                       | 타짜                 | 후보 |
| 2010 | 제47회 대종상                 | 남우조연상                       | 이끼                 | 후보 |
| 2010 | 제31회 청룡영화상             | 남우조연상                       | 이끼                 | 수상 |
| 2010 | 제8회 대한민국 영화대상       | 남우조연상                       | 이끼                 | 수상 |
| 2011 | 제8회 맥스무비 최고의 영화상  | 최고의 남자조연배우상            | 이끼                 | 후보 |
| 2011 | 제5회 아시안 필름 어워드      | 남우조연상                       | 이끼                 | 후보 |
| 2011 | 제48회 대종상                 | 남우조연상                       | 부당거래             | 후보 |
| 2011 | 제32회 청룡영화상             | 남우조연상                       | 부당거래             | 후보 |
| 2014 | 제51회 대종상                 | 남우조연상                       | 해적: 바다로 간 산적 | 수상 |
| 2014 | 제35회 청룡영화상             | 남우조연상                       | 해적: 바다로 간 산적 | 후보 |
| 2014 | 제1회 한국영화제작가협회상    | 남우조연상                       | 해적: 바다로 간 산적 | 수상 |
| 2014 | 한국영화배우협회 스타의 밤    | 대한민국 톱 조연상               | 해적: 바다로 간 산적 | 수상 |
| 2015 | 제6회 올해의 영화상           | 남우조연상                       | 해적: 바다로 간 산적 | 수상 |
| 2015 | 제10회 맥스무비 최고의 영화상 | 최고의 남자조연배우상            | 해적: 바다로 간 산적 | 후보 |
| 2015 | 제51회 백상예술대상           | 영화부문 남자 조연상             | 해적: 바다로 간 산적 | 수상 |
| 2015 | 제35회 황금촬영상             | 남우조연상                       | 해적: 바다로 간 산적 | 수상 |
| 2015 | 서귀포 신스틸러 페스티벌      | 신스틸러상                       | 빈칸                 | 수상 |
| 2015 | 대한민국 광고대상             | 광고인이 뽑은 최고의 광고 모델상 | 빈칸                 | 수상 |
| 2015 | 제24회 부일영화상             | 남우조연상                       | 극비수사             | 후보 |
| 2015 | 제52회 대종상                 | 남우조연상                       | 베테랑               | 후보 |
| 2015 | 제36회 청룡영화상             | 남우조연상                       | 베테랑               | 후보 |
| 2015 | 제16회 부산영화평론가협회상   | 남우주연상                       | 베테랑               | 수상 |
| 2016 | 제11회 맥스무비 최고의 영화상 | 최고의 남자조연배우상            | 베테랑               | 후보 |
| 2017 | 제51회 납세자의 날            | 대통령 표창                      | 빈칸                 | 수상 |
| 2017 | 제53회 백상예술대상           | 영화부문 남자 최우수연기상       | 럭키                 | 후보 |
| 2017 | 제22회 춘사영화상             | 남우주연상                       | 럭키                 | 후보 |
| 2017 | 제37회 한국영화평론가협회상   | 남우조연상                       | 택시운전사           | 수상 |
| 2017 | 제7회 아름다운 예술인상       | 영화예술인상                     | 빈칸                 | 수상 |
| 2017 | 제12회 대한민국 대학영화제    | 남우주연상                       | 럭키                 | 수상 |
| 2017 | 제38회 청룡영화상             | 남우조연상                       | 택시운전사           | 후보 |
| 2018 | 제12회 아시안 필름 어워드     | 남우조연상                       | 택시운전사           | 후보 |
| 2018 | 제39회 청룡영화상             | 남우조연상                       | 1987                 | 후보 |
| 2019 | 제19회 디렉터스 컷 시상식     | 올해의 남자배우상                | 완벽한 타인          | 후보 |
| 2020 | 제25회 춘사영화제             | 남우주연상                       | 봉오동 전투          | 후보 |
| 2023 | 제21회 디렉터스 컷 시상식     | 올해의 남자배우상                | 올빼미               | 후보 |
| 2023 | 제32회 부일영화상             | 남우주연상                       | 올빼미               | 후보 |
| 2023 | 제44회 청룡영화상             | 남우주연상                       | 달짝지근해: 7510     | 후보 |
| 2023 | 제28회 춘사국제영화제         | 심사위원특별상                   | 달짝지근해: 7510     | 수상 |
| 2024 | 제60회 백상예술대상           | 영화부문 남자 조연상             | 파묘                 | 후보 |
| 2024 | 제33회 부일영화상             | 남우조연상                       | 파묘                 | 후보 |
| 2024 | 제45회 청룡영화상             | 남우조연상                       | 파묘                 | 후보 |